# Discrete metriek
De discrete metriek is een metriek op een willekeurige verzameling V gedefinieerd door:
- {\displaystyle d(x,y)=0\qquad } als {\displaystyle \qquad x=y}
- {\displaystyle d(x,y)=1\qquad } als {\displaystyle \qquad x\neq y}

De discrete metriek wordt geïnduceerd door de triviale absolute waarde en is handig bij het vinden van tegenvoorbeelden van bepaalde stellingen. Opmerkelijk is dat met de discrete metriek elke verzameling zowel open als gesloten is.